# Unciti (ort)
Unciti är en ort i Spanien.   Den ligger i provinsen Provincia de Navarra och regionen Navarra, i den nordöstra delen av landet, 300 km nordost om huvudstaden Madrid. Unciti ligger 606 meter över havet och antalet invånare är 229.
Terrängen runt Unciti är kuperad. Runt Unciti är det mycket glesbefolkat, med 2 invånare per kvadratkilometer. Närmaste större samhälle är Pamplona, 13,9 km nordväst om Unciti. Trakten runt Unciti består till största delen av jordbruksmark.